# Amenofi III in serpentinite (30.8.74)
La statuetta di Amenofi III stante (30.8.74) in serpentinite è un'antica statua egizia acefala raffigurante il faraone Amenofi III (1388–1350 ca.) della XVIII dinastia egizia. Originariamente nella collezione dell'avvocato, egittologo dilettante e finanziatore Theodore Davis, alla morte di questi, nel 1915, fu acquisita dal Metropolitan Museum of Art di New York.
La statuaria e le pitture di Amenofi III ascrivibili alla fase finale del suo regno e della sua vita, in particolare alle celebrazioni dei suoi giubilei Heb-Sed (dal trentesimo anniversario di regno in poi), lo ritraggono di frequente come un uomo decisamente in sovrappeso: si tratterebbe di uno stilema del tutto inedito nell'arte egizia. La sua mummia rivela che negli ultimi anni Amenofi III si ammalò d'artrite e divenne obeso.

La figura del re, priva della testa, è stabilizzata da un pilastrino dorsale a forma di pilastro djed, simboleggiante appunto la stabilità, e l'iscrizione geroglifica che lo percorre menziona il dio supremo tebano Amon-Ra. È quindi probabile che tale opera si trovasse originariamente a Tebe, benché la sua provenienza sia incerta. Il re indossa, sopra una lunga tunica, un ampio scialle plissettato che gli copre il braccio sinistro; la tunica aderente ne sottolinea la pinguedine. Il realismo della rappresentazione del faraone è un elemento di grande novità.

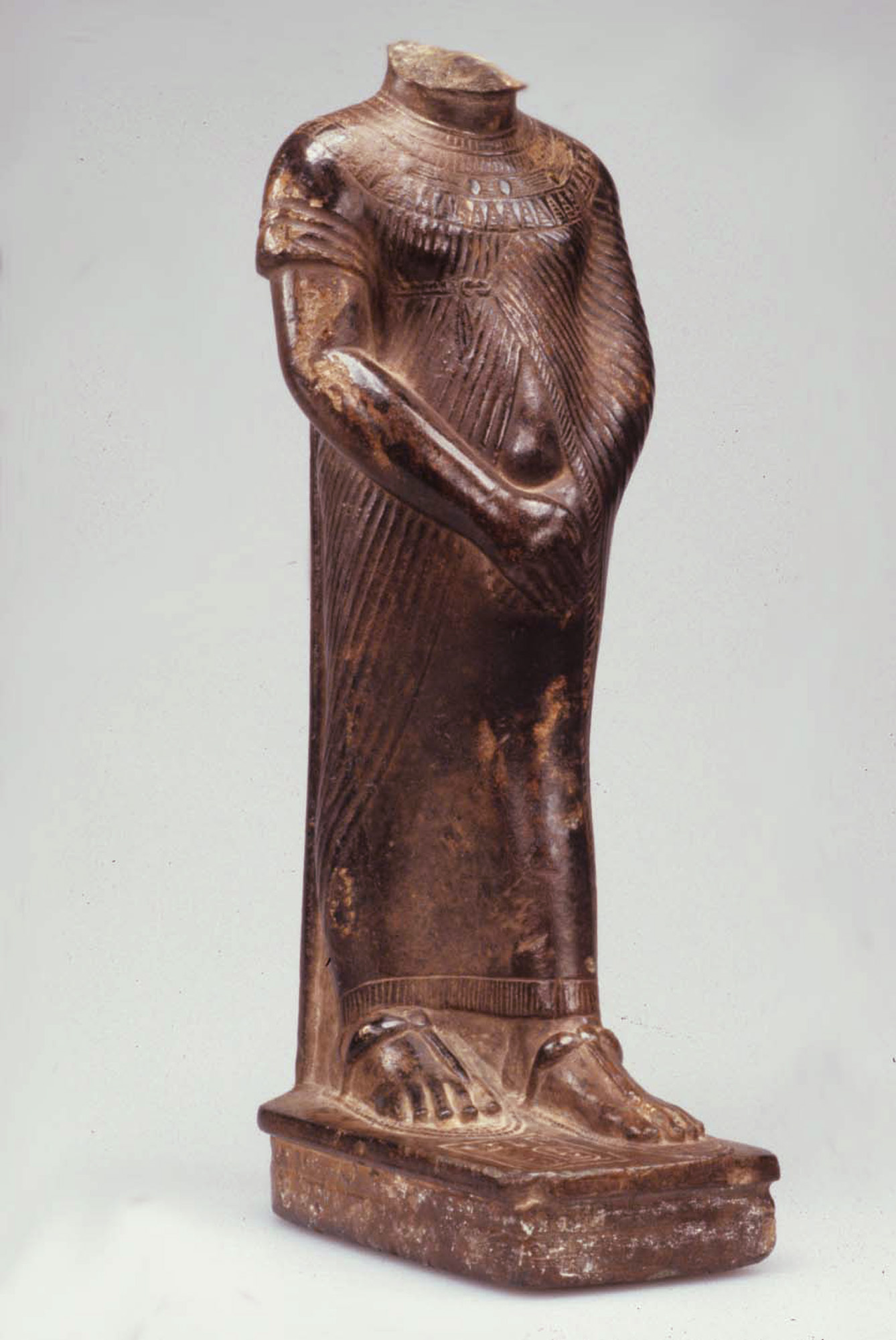
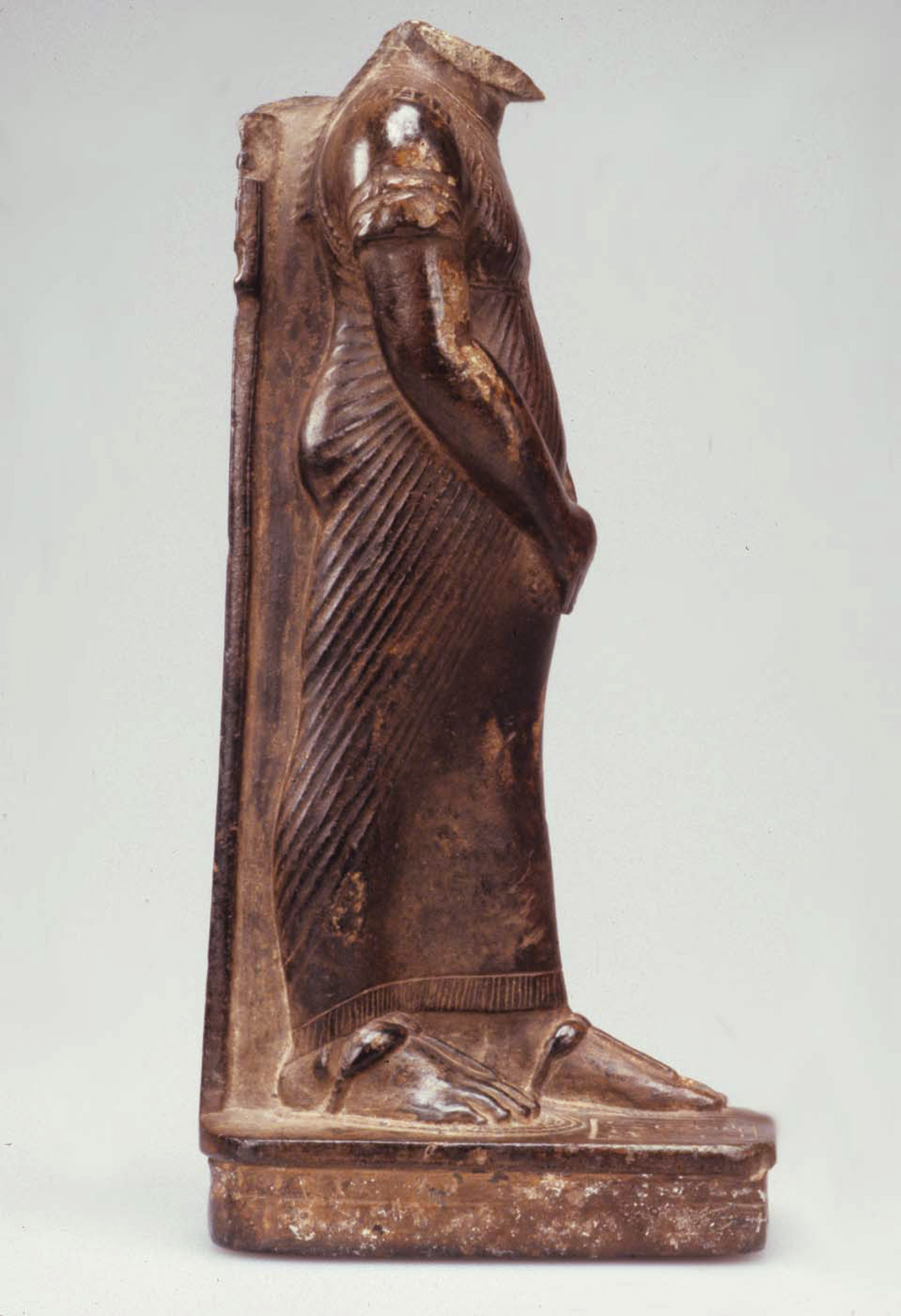
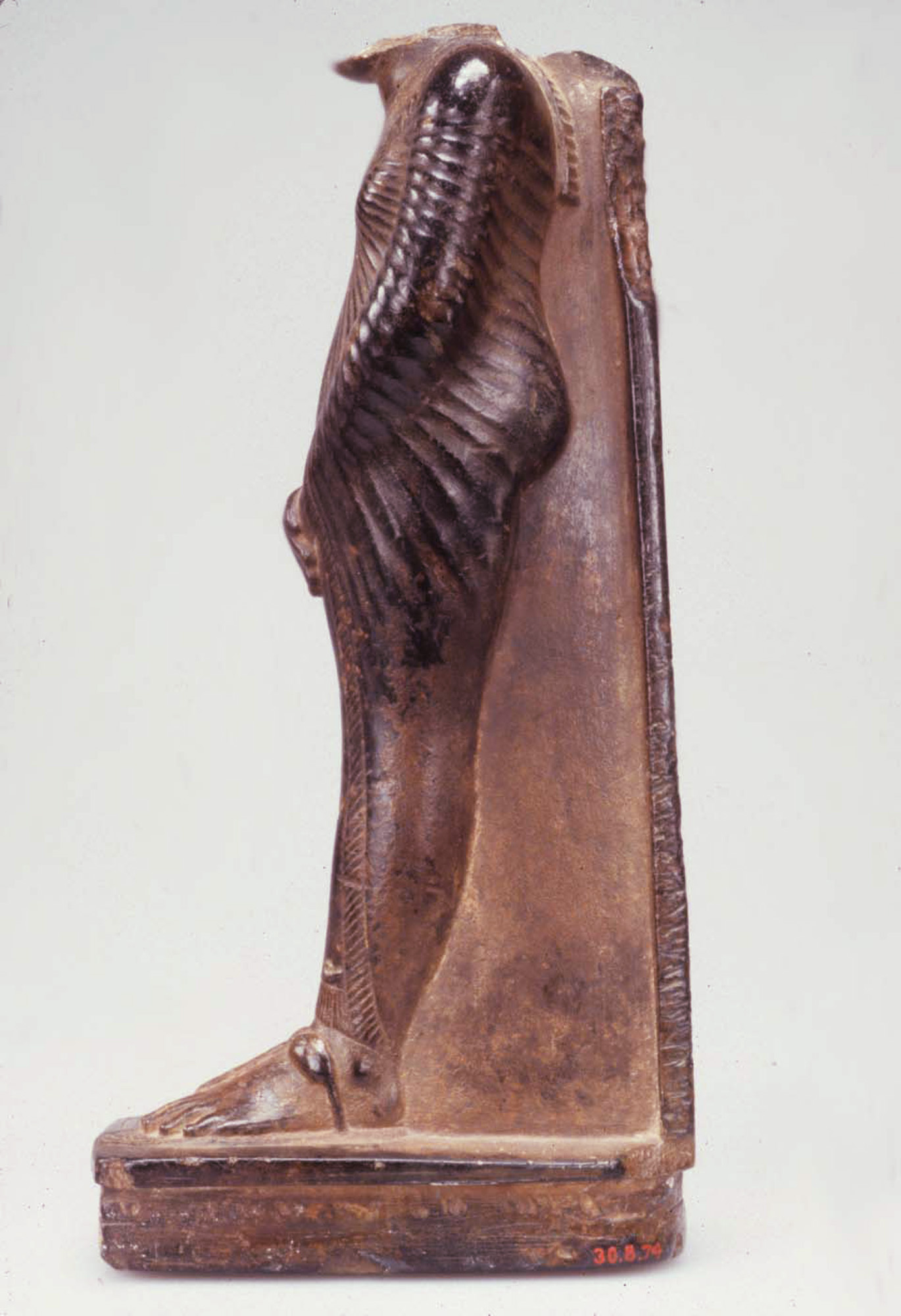
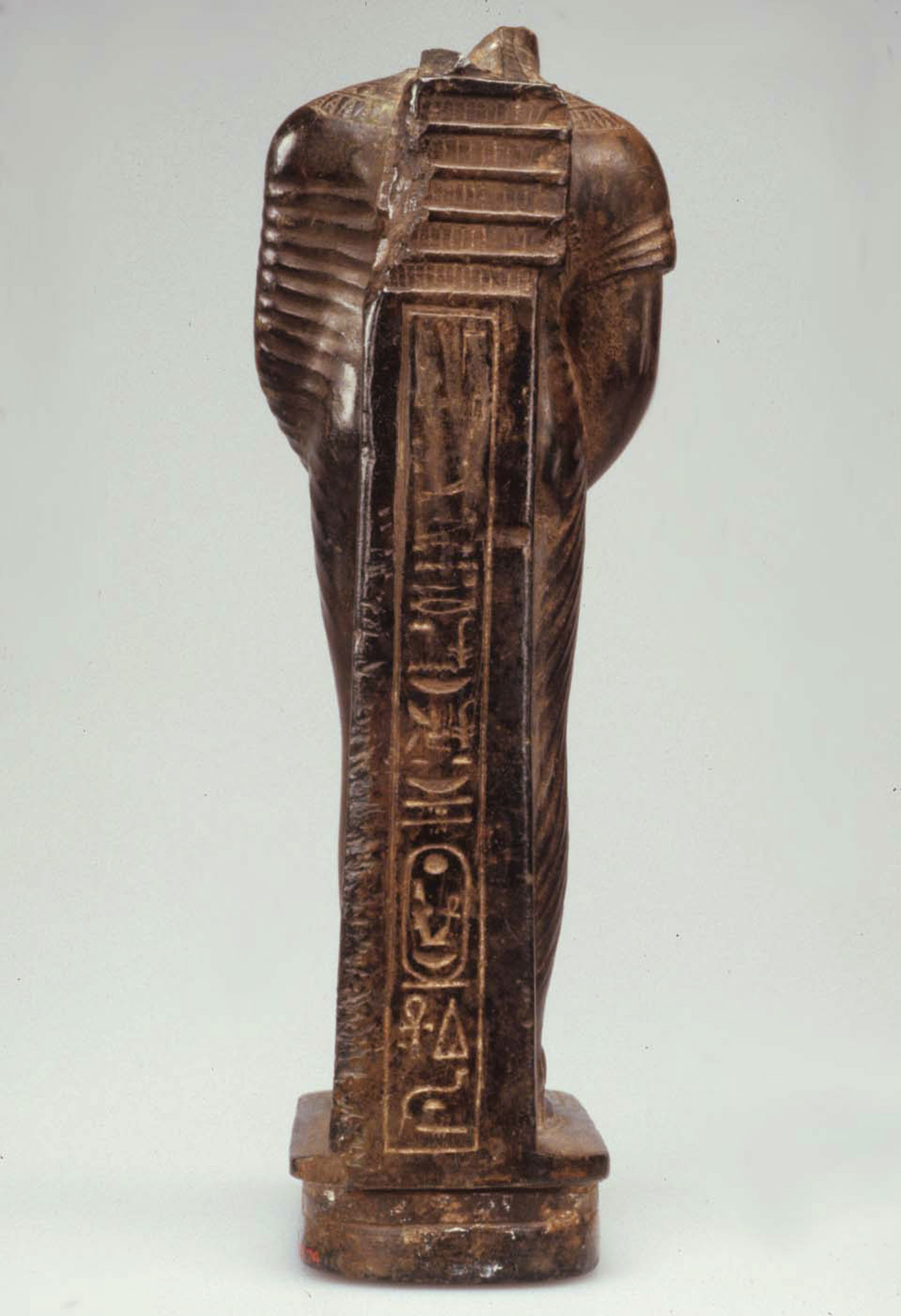